# Football Club Emmen 2010-2011

## Rosa
| N. |                        | Ruolo | Calciatore       |
| -- | ---------------------- | ----- | ---------------- |
|    | Paesi Bassi (bandiera) | P     | Piet IJzerman    |
|    | Paesi Bassi (bandiera) | P     | Jurjan Wouda     |
|    | Paesi Bassi (bandiera) | P     | Harm Zeinstra    |
|    | Paesi Bassi (bandiera) | D     | Sander Fischer   |
|    | Paesi Bassi (bandiera) | D     | Kevin Görtz      |
|    | Paesi Bassi (bandiera) | D     | Bart de Groot    |
|    | Paesi Bassi (bandiera) | D     | Enzo Huntink     |
|    | Paesi Bassi (bandiera) | D     | Johnny de Vries  |
|    | Paesi Bassi (bandiera) | D     | Guus de Vries    |
|    | Curaçao (bandiera)     | D     | Angelo Zimmerman |
|    | Paesi Bassi (bandiera) | C     | Pele van Anholt  |
|    | Paesi Bassi (bandiera) | C     | Tjaronn Chery    |

| N. |                        | Ruolo | Calciatore          |
| -- | ---------------------- | ----- | ------------------- |
|    | Brasile (bandiera)     | C     | Leonardo dos Santos |
|    | Paesi Bassi (bandiera) | C     | Michel Poldervaart  |
|    | Afghanistan (bandiera) | C     | Qays Shayesteh      |
|    | Paesi Bassi (bandiera) | C     | Richard Stolte      |
|    | Paesi Bassi (bandiera) | C     | Kay Velda           |
|    | Paesi Bassi (bandiera) | C     | Erik van der Ven    |
|    | Paesi Bassi (bandiera) | A     | Steven de Blok      |
|    | Paesi Bassi (bandiera) | A     | Hans Denissen       |
|    | Paesi Bassi (bandiera) | A     | Ruud ter Heide      |
|    | Curaçao (bandiera)     | A     | Eldridge Rojer      |
|    | Indonesia (bandiera)   | A     | Jeffrey de Visscher |